# Krystyna Bednarska-Ruszajowa
Krystyna Bednarska-Ruszajowa (ur. 14 października 1945 w Bieczu, zm. 15 kwietnia 2008 w Krakowie) – polska bibliolog, bibliograf, historyk literatury, profesor nauk humanistycznych.

## Życiorys
Była córką Henryka, referendarza i pracownika Dyrekcji Okręgowych Kolei Państwowych (DOKP) oraz Kazimiery z Paulińskich, głównej księgowej. Po ukończeniu w 1963 r. Liceum Ogólnokształcącego w Bieczu studiowała filologię polską na Uniwersytecie Jagiellońskim. Stopień magistra uzyskała w 1968 r. na podstawie rozprawy z literatury staropolskiej pt. Ideał rycerza – świętego w poezji staropolskiej napisanej pod kierunkiem prof. Stanisława Grzeszczuka.

## Kariera zawodowa
W latach 1968–1971 pracowała w Bibliotece Jagiellońskiej. Początkowo jako młodszy bibliotekarz w Oddziale Katalogów, następnie w Oddziale Prac Naukowo-Dydaktycznych i Wydawniczych, gdzie przygotowywała materiały do Bibliografii pisarzy polskich w źródłach XVI – XVII wieku oraz prowadziła prace redaktorsko-korektorskie przy redakcji „Biuletynu Biblioteki Jagiellońskiej”.
W listopadzie 1974 r. otrzymała stanowisko asystenta z Zakładzie Bibliotekoznawstwa i Informacji Naukowej Instytutu Filologii Polskiej Uniwersytetu Jagiellońskiego.
W 1980 r. obroniła rozprawę doktorską pt. Książka, literatura, czytelnictwo na łamach „Monitora” (1765–1785), napisaną pod kierunkiem prof. Stanisława Grzeszczuka. W tym samym roku awansowała na stanowisko adiunkta.
Habilitowała się 1991 r. w zakresie bibliotekoznawstwa i informacji naukowo-technicznej na Wydziale Filologicznym Uniwersytetu Wrocławskiego na podstawie rozprawy pt. Od Homera do Jana Jakuba Rousseau. W kręgu lektur profesorów krakowskich okresu Oświecenia. Awansowała wówczas na adiunkta habilitowanego.
Pełniła funkcje kierownika Studium Podyplomowego Bibliotekoznawstwa UJ (1981–1996), zastępcy dyrektora Instytutu Informacji Naukowej i Bibliotekoznawstwa UJ (INiB) (1996–1999), kierownika Zakładu Książki i Jej Funkcji Społecznej INiB (1996–2002) oraz przedstawiciela Rady Instytutu INiB UJ (2005–2006).
Pracowała w jury Konkursu Wiedzy o Krakowie.
Należała do Zespołu ds. Specjalności Humanistycznych przy Ministerstwie Edukacji Narodowej (1997–1999)
Uczestniczyła w Komisji Bibliograficznej przy Bibliotece Zamku Królewskiego w Warszawie oraz w posiedzeniach Pracowni Historii Literatury Okresu Oświecenia Instytutu Badań Literackich Polskiej Akademii Nauk.
Była członkiem grupy doradczej ds. budowy Biblioteki Papieskiej Akademii Teologicznej w Krakowie.
Dwukrotnie kierowała projektami badawczymi Komitetu Badań Naukowych: Opisy bibliotek w polskich utworach literackich (1996–1998) i Biblioteki i książki w pamiętnikach polskich (1999–2002).
W 2008 r. otrzymała tytuł profesora nauk humanistycznych.

## Dorobek naukowy
Jej zainteresowania naukowe koncentrowały się wokół dziejów książki, głównie w epoce Oświecenia, teorii i metodologii nauki o książce, bibliotece i informacji naukowej oraz teorii i metodologii praktycznej analizy zagadnień bibliograficznych.
Wniosła nowe koncepcje i ustalenia faktograficzne dotyczące problematyki funkcjonowania książki w środowisku intelektualistów. Badała wpływ książki na literaturę piękną, publicystykę i pamiętnikarstwo. Wypracowała oryginalną, interdyscyplinarną metodę badawczą mającą fundamentalne znaczenie dla przyszłych badań nad kulturą książki w Polsce.  
Poważnym wkładem do nauki są opracowane przez nią zestawienia bibliograficzne, m.in. opublikowany w Niemczech wybór z „Polskiej Bibliografii Bibliologicznej” „Das polnische Buchwesen. Bibliographische Einführung, Spis treści „Biuletynu Biblioteki Jagiellońskiej” oraz Zestawienie problematyki książki na łamach „Monitora”.
Wyjazdy studyjne do Niemiec w latach dziewięćdziesiątych XX w. zaowocowały publikacjami z zakresu szeroko rozumianej problematyki książki i kultury niemieckiej oraz ich związków z Polską. W Bibliotece Uniwersyteckiej w Heidelbergu odnalazła istotny dla historii Polski zespół rękopisów Ludwiga Häussera.
Opublikowała 9 pozycji zwartych i około 70 artykułów naukowych. W czasopiśmie „Studia o Książce” redagowała stałą rubrykę „Z teorii i metodologii księgoznawstwa i dyscyplin pokrewnych” (1984–1993).

## Praca dydaktyczna
W latach 1973–2007 pracowała jako nauczyciel akademicki w Zakładzie, później Katedrze, a następnie Instytucie Informacji Naukowej i Bibliotekoznawstwa Uniwersytetu Jagiellońskiego (INiB). Prowadziła seminaria magisterskie i licencjackie oraz zajęcia z bibliografii, metodologii księgoznawczej, źródeł informacyjnych i zbiorów dokumentów, a także wykłady Biblioteka i książka w komunikacji społecznej i Teoria i historia kultury.
Była współautorką skryptów dla studentów: Podstawy bibliotekoznawstwa i informacji naukowej. Wybór tekstów i Poradnik metodyczny do nauk przedmiotu Proseminarium bibliotekoznawstwa i informacji naukowej.
Wypromowała 68 magistrów, 22 licencjatów i 2 dwóch doktorów.
Pochowana na cmentarzu Batowickim w Krakowie (kw. B1-II-8).

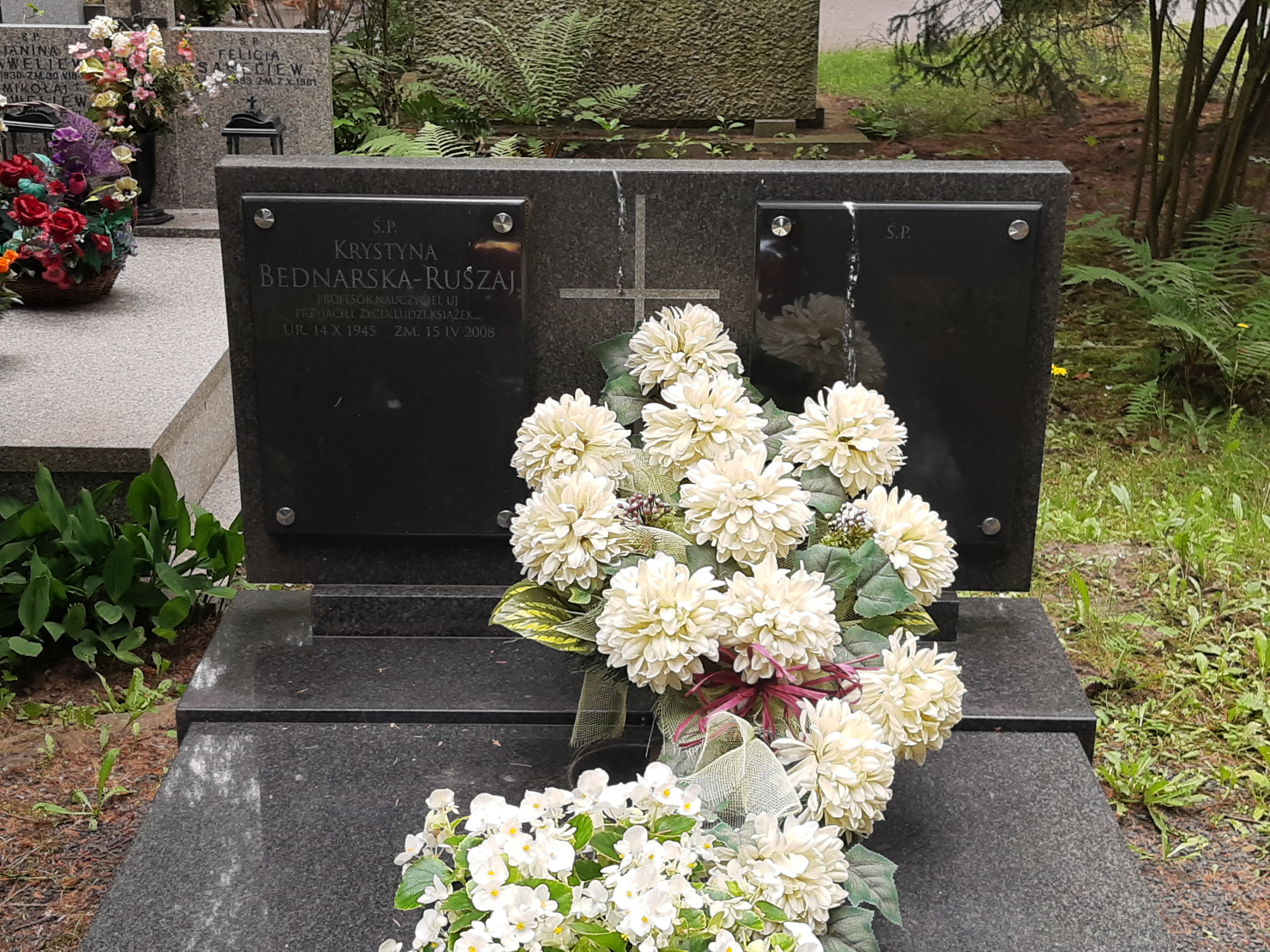
Grób prof. Krystyny Bednarskiej-Ruszajowej na Cmentarzu Prądnik Czerwony

## Stowarzyszenia i organizacje
- Towarzystwo Badań nad Wiekiem Osiemnastym (członek założyciel)
- Polskie Towarzystwo Bibliologiczne
- NSZZ „Solidarność” (od 1981)[3]

## Odznaczenia i nagrody
- Złoty Krzyż Zasługi (1990)
- Medal Komisji Edukacji Narodowej (1997)
- Nagroda Stowarzyszenia Bibliotekarzy Polskich im. A. Łysakowskiego (1996)[7]
- Nagroda Rektora Uniwersytetu Jagiellońskiego
- Nagroda Ministerstwa Nauki i Szkolnictwa Wyższego[3]

## Życie prywatne
W 1971 r. wyszła za mąż za inż. Adama Ruszaja – prof. Politechniki Krakowskiej. Była matką Przemysława (ur. 1972).
Zmarła 15 kwietnia 2008 r. Pochowana na cmentarzu Batowickim w Krakowie.

## Ważniejsze publikacje
- Podstawy bibliotekoznawstwa i informacji naukowej: Wybór tekstów. Kraków: Wydaw. UJ 1980, 1982 [współaut. M. Kocójowa, W. Pindlowa]
- Poradnik metodyczny do nauki przedmiotu Proseminarium bibliotekoznawstwa i informacji naukowej. Kraków: Wydaw. UJ 1981 [współaut. M. Kocójowa]
- Od Homera do Jana Jakuba Rousseau: W kręgu lektur profesorów krakowskich okresu Oświecenia. Kraków: Wydaw. UJ 1991
- Das polnische Buchwesen: Bibliographische Einführung. Frankfurt am Main: Peter Lang, 1994
- Bücher und ihre Leser in Wilna am Anfang des 19. Jahrhunderts: "Journal der Ausleihungen der Bücher aus der Bibliothek der Wilnaer Universität" (1805–1816) – Bibliographisch-Bibliologische Analyse. Frankfurt am Main: Peter Lang, 1996
- Biblioteki i książki w pamiętnikach polskich XVIII – XX wieku. Rekonesans źródłowy. Kraków: Wydaw. UJ, 2003
- Uczyć – bawić – wychowywać: książka i jej funkcja społeczna w Polsce w okresie Oświecenia. Kraków. Wydaw. „Impuls”, 2004
- Biblioteki w literaturze polskiej. Kraków: Wydaw. UJ, 2006